# Tanzlinde (Peesten)

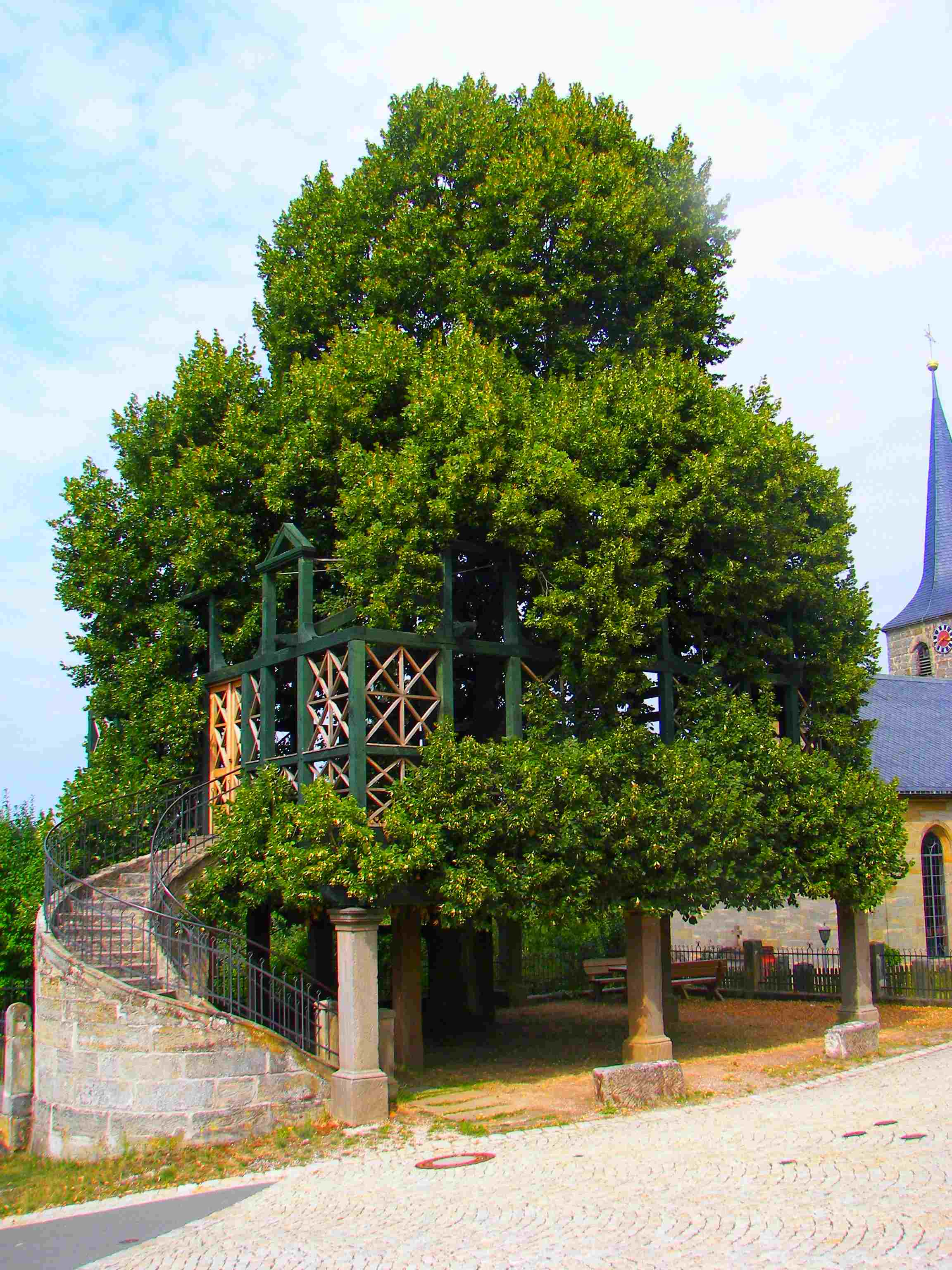
Tanzlinde in Peesten

Die Tanzlinde in Peesten ist eine Linde, die auf eine lange Tradition als Tanzlinde zurückblickt.

## Lage
Peesten ist ein Gemeindeteil des Marktes Kasendorf im oberfränkischen Landkreis Kulmbach. Die Tanzlinde steht in der Ortsmitte neben der Kirche und gegenüber dem griechischen Jagdschloss.

## Tanzlinde
Die Linde wurde 1953 an historischer Stelle neu gepflanzt. Eine Linde von dort wurde 1657 schriftlich erwähnt, so dass sie zwischen 1550 und 1600 gepflanzt worden war. Sie bestand bis 1947. Ein Baudenkmal ist die vierseitige Tanzbodenanlage mit Fachwerkaufbau. Unter ihr befinden sich zwölf achtseitige Stützpfeiler von 1770 und sie ist über eine steinerne Wendeltreppe von 1837 erreichbar. Der Baumsaal ist 87 m² groß. Die Linde ist ein geschütztes Naturdenkmal. Die würfelförmige Form der Baumkrone gilt als einzigartig in Europa. In der Region haben Lindenkirchweihen Tradition, auch bei der Tanzlinde von Limmersdorf. Nachdem 2001 die Holzkonstruktion rund um die Linde neu errichtet worden war, wurde seit 2003 auch wieder zur Kirchweih auf der Linde getanzt.

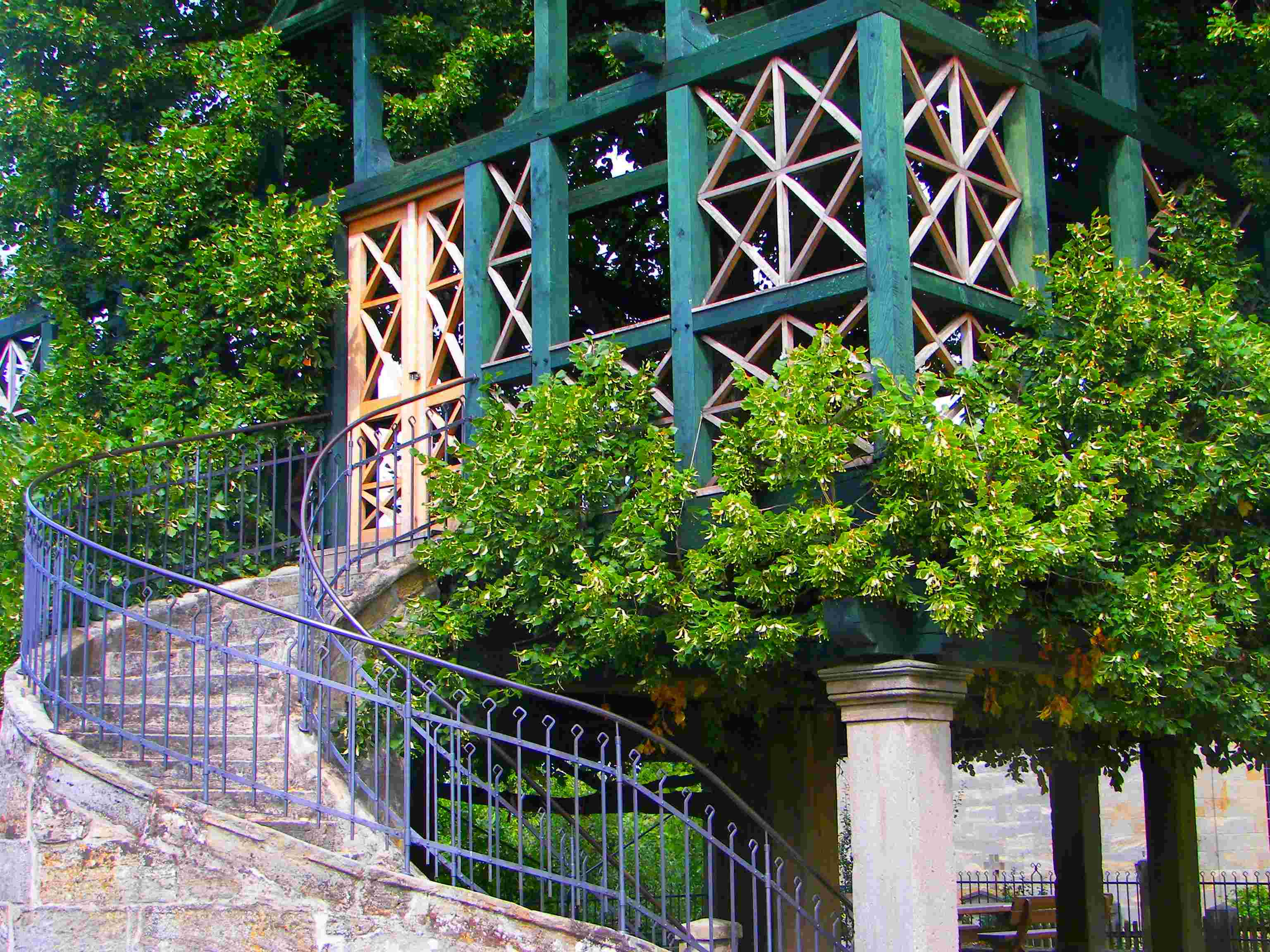
Aufgang
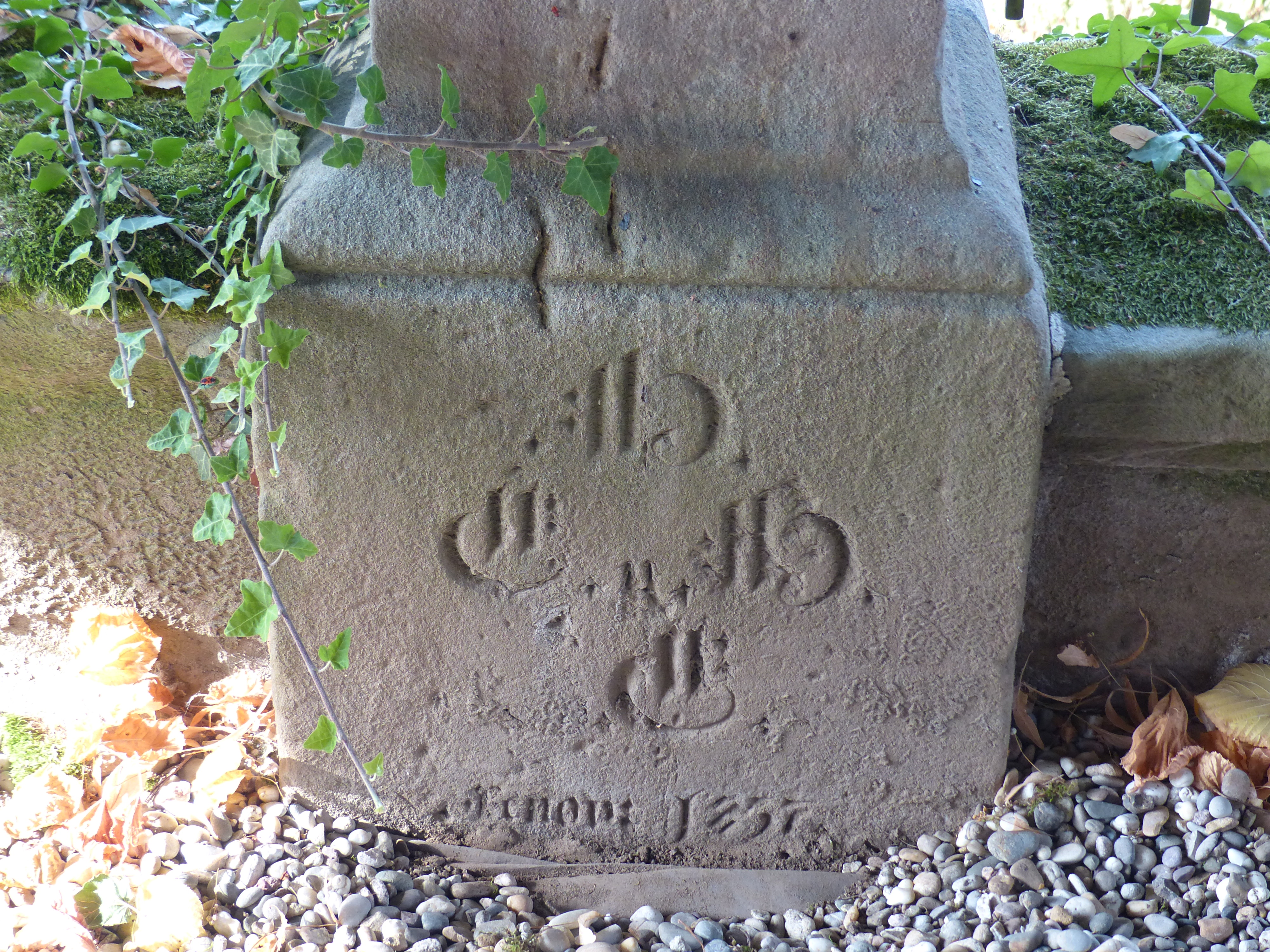
Inschrift
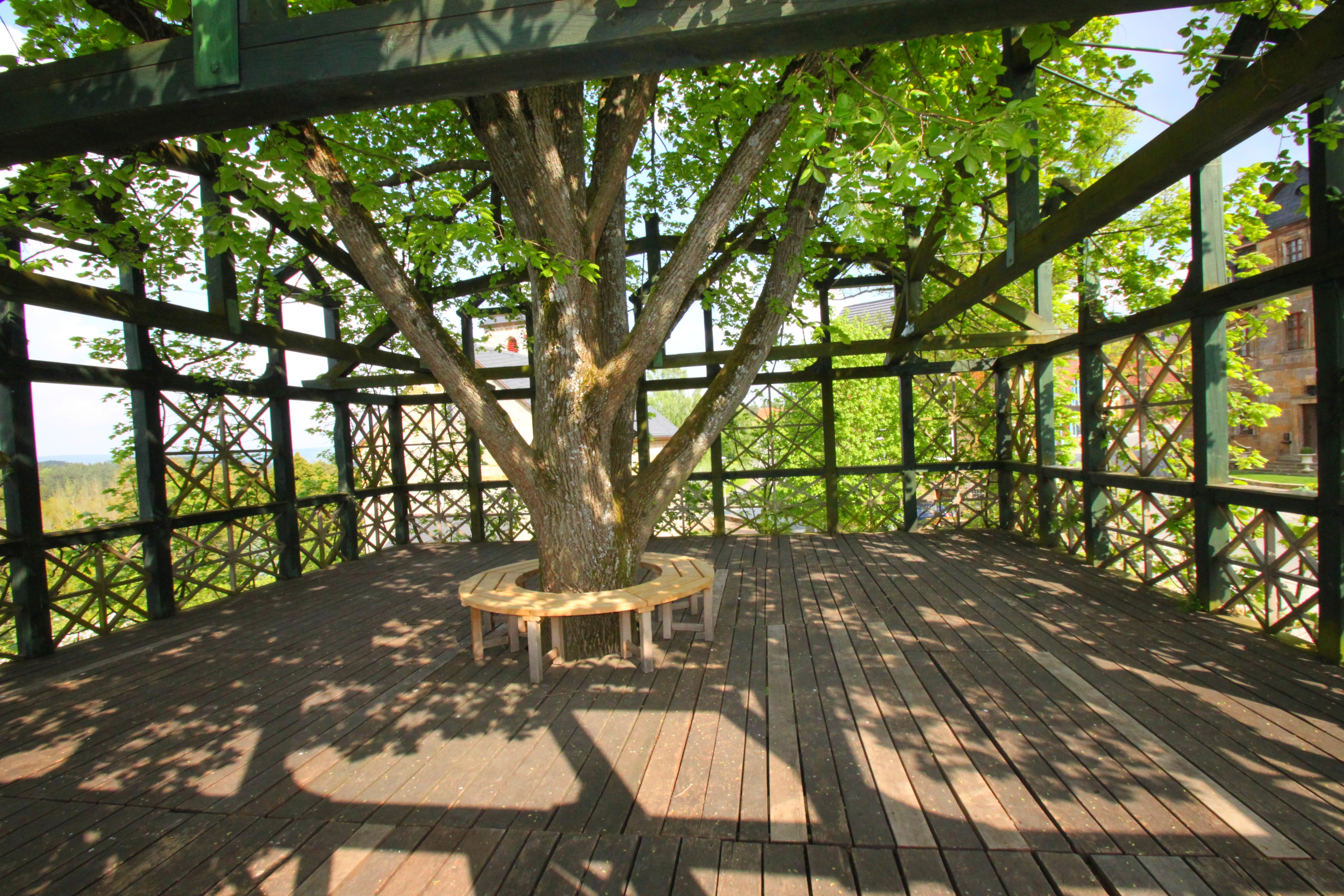
Tanzboden